# Dirham marocan
Dirhamul marocan (în arabă: درهم, la plural, în arabă: دراهم , pronunțat [darahim], are Codul ISO 4217 MAD) este moneda oficială a Marocului din 1958, dată la care a înlocuit francul marocan (a cărui valoare era fixată în raport cu francul francez). Este divizat în 100 centime (santimat, în alfabetul arab: سنتيما sau سنتيمات), la singular santim, în alfabetul arab: سنتيم).
Dirhamul marocan a fost unitatea principală monetară a Marocului până în 1912, data începutului protectoratului francez asupra regatului, când francul marocan l-a înlocuit. Dirhamul a fost restaurat odată cu independența Marocului în 1956.

## Etimologie
Dirhamul este denumirea unei vechi monede din Maghreb, al cărui nume este derivat din denumirea drahmei grecești.

## Istoria monedelor în Maroc
Istoria monetară marocană a început în secolul I î.Hr., când Juba al II-lea și fiul său Ptolemeu și-au bătut monedă: denar și aureus.
Dirhamul este numele unei vechi monede din Maghreb, care a derivat din  drahma grecească. Inițial, denumirea aceastei monede, drahma, a fost îmbogățită cu câteva cuvinte arabe, apoi, la sfârșitul secolului al VII-lea, sub califatul lui Abd al-Malik, moneda a fost transformată într-o monedă islamică, cu un citat religios și cu numele suveranului. Dirhamul a fost bătut în numeroase țări mediteraneene, inclusiv în  Al-Andalus, ceea ce explică faptul că a putut servi de monedă în Europa între secolele al X-lea și al XII-lea. 
- În secolul al VIII-lea, sub domnia lui  Idris I, Marocul și-a creat baterea de monedă, exclusiv dirhami de argint.
- Sub alte dinastii islamice, alte simboluri forte au urmat de-a lungul secolelor, dinari de aur și qirats de argint.
- În 1678, sub Alaouiți, dirhamul se impune din nou, iar în secolul al XVIII-lea apare și mithqal, de zece ori mai mare decât dirhamul, ultimul avatar al baterii cu ciocanul.
- La sfârșitul secolului al XIX-lea și până în 1920, monedele denumite mouzonas (sau mazounas sau mouzounas) și riali au fost bătute în diferite epoci, la Paris, Berlin și Birmingham.
- În epoca protectoratului francez apare francul marocan (aliniat după vechiul franc francez dinainte de reevaluare).
- În 1956, după dobândirea independenței, regele Mohammed al V-lea a creat dirhamul marocan de argint.
- Din 1987, monetăria marocană (Dar As-Sikkah) a Bank Al-Maghrib (Banca Marocului) asigură, în mod integral, cu procedee tehnice de vârf, fabricarea acestor monede.

## Monede metalice
În circulație sunt monede metalice cu valori nominale de 10 și 20 santimat, ½, 1, 2, 5 și 10 dirhami. 
Rar se folosesc monedele metalice cu valoarea nominală de 5 santimat.
În anul 1969, a fost introdusă moneda cu valoare nominală de 1 dirham, de argint. Aceasta a fost urmată de cea de nichel, cu valoarea nominală de 1 dirham și cea de argint cu valoare nominală de 5 dirhami, în 1965. În 1974, odată cu introducerea monedelor exprimate în „santim”, au fost emise noi piese de 1, 5, 10, 20 și 50 de santimat și de 1 dirham. Moneda cu valoare nominală de 1 santim era din aluminiu, cele de 5, 10 și 20 de santimat erau din alamă, iar cele cu valori nominale mai mari erau din cupro-nichel. În anul 1980, a fost introdusă moneda cu valoare nominală de 5 dirhami, din cupro-nichel, care, în 1987, a fost înlocuită cu o monedă bimetalică. Monedele bimetalice poartă data emiterii atât potrivit calendarului gregorian, 1987, cât și cea potrivit calendarului islamic, „1407”. Moneda cu valoarea nominală de 1 santim a fost emisă doar până în 1987, când a fost emisă o nouă monedă, cu valoarea nominală de ½ dirham, care a înlocuit moneda cu valoarea nominală echivalentă, de 50 de santimat. Aceste modificări n-au schimbat dimensiunea și compoziția aliajului monedei. Noile monede de 5 dirhami și de 10 dirhami introduse în circulație în 1995 sunt bimetalice. Moneda cu valoare nominală de 2 dirhami este din cupru-nichel.

## Bancnote
Bancnotele aflate în circulație în Maroc au valori nominale de 20, 50, 100 și 200 dirhami. 
Primele bancnote marocane, după obținerea independenței, au fost cele supratipărite pe bancnotele precedente exprimate în franci marocani: cele de 50 dirhami (pe bancnotele de 5.000 de franci marocani) și cele de 100 de dirhami (pe cele de 10.000 de franci marocani). În 1965, au fost emise bancnote cu valori nominale de 5, 10 și 50 de dirhami, iar în 1970, bancnote cu valoare nominală de 100 de dirhami. Au urmat bancnotele cu valori nominale de 200 de dirhami, emise în 1991 și de 20 de dirhami emise în 1995. În 1980, bancnota cu valoare nominală de 5 dirhami a fost înlocuită cu monedă metalică, iar în 1995, a fost înlocuită bancnota cu valoare nominală de 10 dirhami, cu o monedă metalică.

### Galerie de imagini

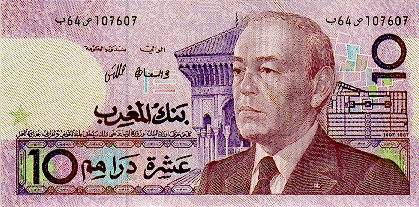
Bancnotă cu valoarea nominală de 10 de dirhami[1](avers)
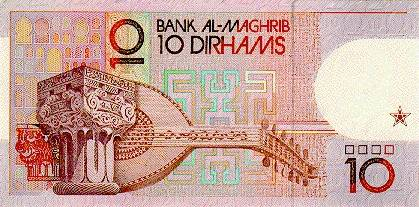
Bancnotă cu valoarea nominală de 10 de dirhami[2](revers)
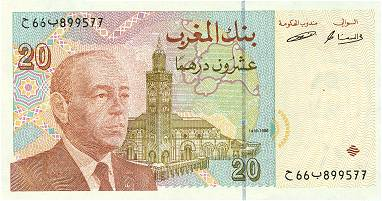
Bancnotă cu valoarea nominală de 20 de dirhami (avers)
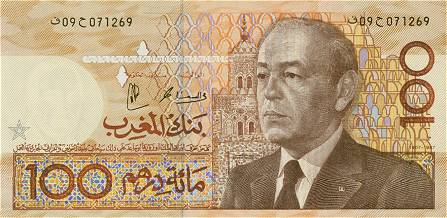
Bancnotă cu valoarea nominală de 100 de dirhami (avers)
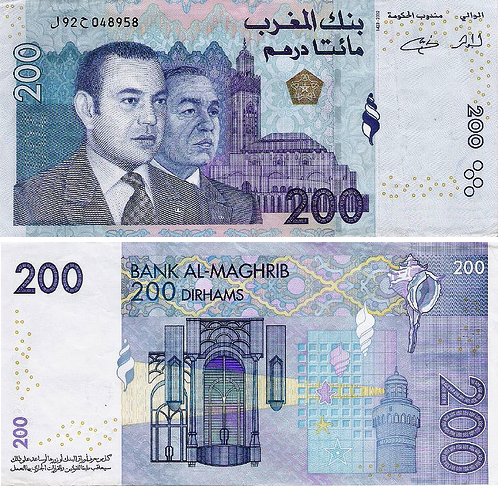
Bancnotă cu valoarea nominală de 200 de dirhami (avers și revers)